# Селома
Селома — деревня в Воронежской области.
Входит в Борисоглебский городской округ.

## Население
| 2010 |
| ---- |
| 17   |